# المایه
المایة (به عربی: المایة) یک منطقهٔ مسکونی در لیبی است که در استان زاویه واقع شده‌است.